# Sörtés armadilló
A sörtés armadilló (Chaetophractus villosus), vagy más néven nagy szőröstatu az emlősök (Mammalia) osztályának páncélos vendégízületesek (Cingulata) rendjébe, ezen belül az övesállatok (Dasypodidae) családjába tartozó faj. Az állat a Chaetophractus emlősnem típusfaja. A nembe még két másik faj tartozik. A nemhez a hatöves tatu (Euphractus) áll a legközelebb.
A csontos páncél a tatuk ismertetőjele. A lemezkék sokáig fennmaradnak, ezért gyakran bizonyítják a tatuk jelenlétét. A lemezkék réteges szerkezetűek, a külső és a belső réteg csontos, míg a középső vastagabb réteg izzadságmirigyeket és hajhagymákat tartalmaz. A molekuláris elemzések szerint az armadillók a kréta/tercier határon jelentek meg. Ezt követte a hangyaevők és a lajhárok szétválása a korai eocénban.
Törzstörténetileg a sörtés armadilló a pampákról ismert. Legkorábbi leletei Argentínából, a Buenos Aries tartománybeli Chapadamalalból ismertek, és a középső pliocénra (4-3,2 millió évre) datálhatók. Ezek a leletek egyben a Chaetophractus nem legkorábbi előfordulásai. A faj a mai Patagóniát csak a legutóbbi jégkorszakban, 16 ezer évvel ezelőtt érte el. Erre utal a helyi populáció genetikai gazdagsága.
Alfajai nem ismertek. Az első leírás 1804-ből származik Anselme Gaëtan Desmaresttől, aki a loricatus villosus nevet adta neki. Ez a név Félix de Azara tudósításából származik, ami Le Tatou Velu címmel az Essais sur l’Histoire Naturelle des Quadrupèdes de la Province du Paraguay című könyvben jelent meg 1801-ben. A helyi guaraní népesség a tatu poju´i néven emlegeti, amiben a poju a mellső lábain levő tűszerű karmokra utal, az i pedig azok kicsiségét jelzi.

## Előfordulása
A sörtés armadilló Dél-Amerika déli részén félsivatagok, pampák és ritkás erdőségek lakója. Főként Argentínában, valamint Bolívia, Chile és Paraguay egyes részein fordul elő. Az elterjedési terület 2,53 millió négyzetkilométer, de az egyedsűrűség ismeretlen. Uruguayban a hasonló éghajlat ellenére nem honos, itt a Rio de la Plata jelent korlátot. Tűzföldre 1982-ben telepítették be élelemforrásként, azonban gyorsan elszaporodott. Alkalmazkodóképessége és az éghajlatváltozás miatt terjeszkedik, de nem olyan gyorsan, mint a többi armadilló.
A nyílt. száraz, akár félsivatagos vidéket kedveli, de a száraz erdőkben és a tüskés bozótos szavannán is megtalálható. Előfordul a pampán és a hegyi sztyeppéken is. Művelt területeken is megfigyelték. Leggyakrabban alföldeken találkozhatunk vele, de felhatol 1500 méterig is. Elterjedési területének egy részén osztozik a gyapjas armadillóval és a hatöves tatuval.

## Megjelenése

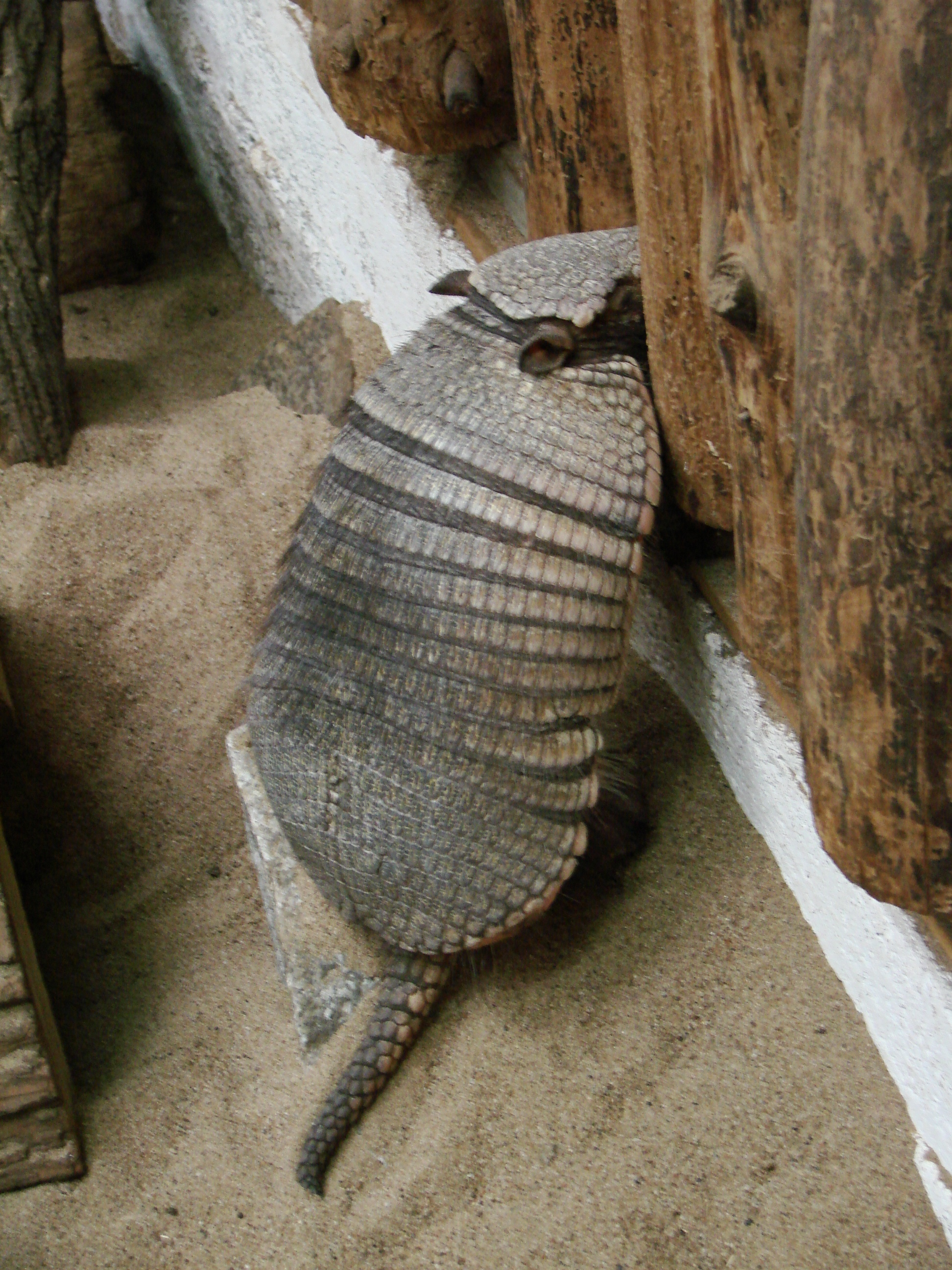
Sörtés armadilló egy lengyel állatkertben

Az állat fej-törzs hossza 26-34 centiméter, farokhossza 9-17 centiméter, és testtömege 1-3,9 kilogramm, átlagban 2,4 kilogramm. A fogságban élő példányok általában nehezebbek, mivel hízásra hajlamosak, és a felesleget zsírként raktározzák. Ezzel a testsúllyal a legnehezebbek a Chaetophractus fajok között. Feje rövid és széles, és jellegzetes fejpáncélt visel. A fejpáncél 6 centiméter hosszú, a szem mögött 6 centiméter széles. Háromszög alakú, elér az orrhegyig, és követi a fej formáját. A fejpáncél hasznos, amikor az állat a föld alatt kutat lárvák után. Füle tölcsér alakú, és 2,4 centiméter hosszú. Testét az övesállatokra jellemző páncél fedi, ami a lábak tövéig ér. A vastag páncél lapocskái a váll fölött övszerű csíkokba rendeződnek; ez a kemény szarupáncél hasznára van az állatnak ásás közben, és megvédi őt a ragadozókkal szemben. A nyolc öv között húzódó bőr biztosítja az armadilló mozgékonyságát. A páncél kis lapocskákból áll, amelyek együtt laposnak látszanak. További védelemként a nyakat és a farkat is hasonló övek fedik. Az állat hátán gyér a szőrzet. A lapocskák közül felmeredő szőrszálak hátul, az armadilló végtagjain érik el a legnagyobb sűrűséget. Lábai rövidek. Karmai 1,5-2,5 centiméter hosszúak és hajlottak, ásásra és a földbe kapaszkodásra alkalmasak. Orra a talajszemcsék közül is képes kiszűrni az oxigént azok belégzése nélkül.
A sörtés armadilló látása a többi övesállathoz hasonlóan fejletlen. Szemének ideghártyája nem tartalmaz csapokat, így az állat nem lát színeket. Az odújuknál megzavart nőstények morognak, a szopós kölykök a macskához hasonlóan dorombolnak. A sörtés armadillók röfögésükről ismertek.
Csontszerkezetükről keveset tudunk. Koponyája 10 centiméter hosszú, a járomcsontnál 11 centiméter széles. A nőstények csontjai hosszabb a rostrocaudális síkban; ez az egyik fontos jellemző, amiben a nemek eltérnek. Az alsó állkapocs karcsú, 7,3 centiméter széles és 0,51-1,14 centiméter magas. A nőstények állkapcsa nagyobb, mint a hímeké. A fogsor hossza nőstényeknél átlagosan 4,6 centiméter, a hímeknél 4,2 centiméter. Fogazata eltér az általános emlős fogképlettől: minden fog őrlőfog alakú. Mindkét oldalon a felső állkapocsban 9, az alsóban 10 fog található, összesen 38 fog. A fogak magassága 0,5 centiméter. A singcsont az ásó életmód jellegzetességeit mutatja, ahogy a többi övesállatnál: összhossza 6,4 cm, és a felső ízület hossza 2,6 cm.
A nappali órákban a pénisz bőrtokjában pihen, kivéve, ha a hímnek erekciója van. Ekkor kibújik a tokjából. Alvás közben, az SWS fázisban azonban a pénisz izmai bonyolult mozgásokat végeznek, és az erekció nélkül is előbújik a tokjából. A REM fázisra azonban visszakerül a tokjába, és úgy viselkedik, mint a tövbbi testrész.

## Életmódja
A sörtés armadilló éjjel is és nappal is aktív. Leginkább éjjel mozog, de ha nem talált elég táplálékot, akkor nappal is folytatja a táplálékkeresést. Többnyire egyedül, vagy párosával jár.
Az ásó, földlakó életmódot jelzik karmai, és lélegzőrendszere, ami lehetővé teszi, hogy a talaj részecskéi közül is belélegzezze a levegőt a részecskék beszippantása nélkül. Az ásás segít neki védekezni a hőmérséklet szélsőségei és a ragadozók ellen.
Képes a legtöbb talajban ásni, bár a sziklás területektől tartózkodik. Inkább hegy-vagy domboldalba ás, mint sík területen.
Életének nagy részét a magának ásott üregében tölti, amelyek az emberi településekhez közel is megtalálhatók. Az üreg bejárata 20 cm széles, és 15–20 cm magas. Egy darabig ferdén lefelé fut, majd vízszintessé válik. Homokos talajban egyszerű üreget építenek a ragadozók elleni védelemként és raktárként. Ez az üregfajta 50 cm mélyre hatol, és 70 cm hosszú. A keményebb, akár meszes talajokon bonyolult szerkezetű építményeket ás sok üreggel és kamrákkal. Ezek az üregek 1 m mélyek, és 4,9 m hosszúak. A kamrák 20–30 cm hosszúak, és 50 cm magasak. Ezeket az építmények állandó lakhelyként lakja, és kölykeit is itt neveli. Az armadilló mindkét építményfajtában alhat a hátán, vagy az oldalán fekve. Az üregek irányát a szél határozza meg.
Tápláléka rovarok, lárvák és növények. Zsákmányát kiszagolja, és karmaival könnyedén kiássa. A gyomor-béltartalom vizsgálata alapján táplálékának 60%-a gyümölcs. Kedvenc gyümölcsei a Chaco-régióban honos növények, a Caesalpinia, a Prosopis, Ziziphus és a Sideroxylon fák termése, de a kaktuszok terméseit is megtalálták, mint a Quiabentia kaktuszokét. A maradék nagy részét rovarok, főként termeszek és hangyák alkotják. Télen több rovart eszik, mint nyáron. Megfigyelések szerint nem veti meg a dögöt és a hulladékot. Aktívan vadászik kisebb gerincesekre, kétéltűekre és hüllőkre, de a gyakran hangoztatott vád ellenére nincs bizonyíték arra, hogy birkákra vadászna. Tojást is eszik, akár a nandu tojását, akár az emberi településekről szerzett tyúktojást. Ismert, hogy hosszabb ideig is kibírja víz nélkül, ami a száraz vidéken való életbenmaradáshoz elengedhetetlen.
Legfőbb ragadozói a puma és a jaguár. A rókák főként a kölyköket támadják. az 1990-es évek óta gyakrabban támadnak rá a macskafélék, mivel megritkult fő zsákmányuk, a pampanyúl. Az ember által lakott területeken gyakran esik kutyatámadás áldozatául. A támadások ellen az armadilló többféleképpen védekezhet. Futhat cikkcakkban, bemenekülhet egy odúba, vagy összegömbölyödhet, és karmaival a talajba kapaszkodhat. Ebből a helyzetéből nehéz kimozdítani. Gyakran nem menekül be teljesen az odúba, hanem összegömbölyödve megkapaszkodik a tetején.
Legismertebb külső élősködői az Amblyomma kullancsok. További élősködői a Tunga és a Phthiropsylla bolhák, Nyugat-Argentínában az előbbi nem képviselői az armadillók 25%-án megtalálhatók. Belső élősködői közül a fonalférgek a leggyakoribbak. Gyakoriak az Aspidodera, Orihelia, Trichohelix és a Mazzia-fajok, de előfordulnak a Trichinellák is, ami a nyers hús evésével emberre is továbbterjed.

## Szaporodása
A párzási időszak november–május időszakra esik, de fogságban egész évben szaporodhatnak. A hímek versengenek a nőstényekért.
A vemhesség körülbelül 2 hónapig tart (60-75 nap), ennek végén a nőstény két kölyköt ellik, bár négy csecsbimbója van. A kölykök egyike rendszerint hím, a másika nőstény. A szülés 10 perc alatt végbemegy a kotorékban. A sörtés armadilló évente kétszer is fialhat. Születésükkor az utódok vakok és puha a páncéljuk. Testtömegük 117-155 gramm. Szemük 16-30 napos korban nyílik ki, és ekkor hagyják el először a kotorékot. Először 35 naposan vesznek magukhoz szilárd táplálékot. Egy-két hónapos korukig szopnak. Ez alatt az idő alatt elérik az 1,5 kilogrammot. Az elválasztás után az anya újra kész a párzásra. A szülés és az új vemhesség között 72-74 nap telik el. A fiatalok 9 hónaposan válnak ivaréretté. Az állat fogságban 17 évig is élhet.

## Rokon fajok
A sörtés armadilló legközelebbi rokonai és a Chaetophractus emlősnem másik két faja: a bolíviai szőröstatu (Chaetophractus nationi) és a gyapjas armadilló (Chaetophractus vellerosus). A legnagyobb a sörtés armadilló; sokkal nagyobb a gyapjas armadillónál, ami kifejletten 1 kg, és elfér egy tenyéren is. Mindkét fajt dús szőrzet fedi a nem páncélozott bőrfelületeken. Ha a sörtés armadilló hím nemileg izgatott, akkor a fajmeghatéározás egyszerű. Péniszének hossza 35 mm, és többnyire egy bőrtokban pihen. A gyapjas armadilló kisebb termete és lassabb anyagcseréje miatt magasabb helyekre is felhatol, mivel kevesebb élelemmel is beéri.

## A kultúrában
Nem ismertek általános nagyobb fenyegetések. Egyes indián népességek táplálékforrásként hasznosítják, különösen télen, amikor több rajta a zsír. A vizsgálatok szerint azonban ez a mennyiség csak az elfogyasztott biomassza 1%-át teszi ki. A páncélból hangszereket készítenek, például charangót. Egyes vidékeken, például Patagóniában azonban tisztátalannak, kártevőnek és betegségterjesztőnek számít. Emellett azzal gyanúsítják, hogy megsebesíti azokat a lovakat és szarvasmarhákat, amelyek rálépnek. A sűrűbben lakott területeken gyakran esik autóbaleset áldozatául. Itt a kutyák is vadásszák. Elterjedése és állományának feltételezett növekedése miatt az IUCN nem veszélyeztetettként tartja számon. Több védett területen honos. Emellett az állatkertekben is a legkedveltebb övesállatfaj.

## Fordítás
- Ez a szócikk részben vagy egészben  a   Braunborsten-Gürteltier című német Wikipédia-szócikk fordításán alapul.  Az eredeti cikk szerkesztőit annak laptörténete sorolja fel. Ez a jelzés csupán a megfogalmazás eredetét és a szerzői jogokat jelzi, nem szolgál a cikkben szereplő információk forrásmegjelöléseként.
- Ez a szócikk részben vagy egészben  a   Big hairy armadillo című angol Wikipédia-szócikk fordításán alapul.  Az eredeti cikk szerkesztőit annak laptörténete sorolja fel. Ez a jelzés csupán a megfogalmazás eredetét és a szerzői jogokat jelzi, nem szolgál a cikkben szereplő információk forrásmegjelöléseként.